# Fernest Arceneaux
Pour les articles homonymes, voir Arceneaux.
Fernest Arceneaux  (27 août 1940- 4 septembre 2008) était un accordéoniste et chanteur créole louisianais de zydeco. Il apprend l'accordéon diatonique très jeune au contact de Hiram Sampy, Rockin' Dopsie et Clifton Chenier, puis se met à la guitare dans les années 1960. Il monte une formation de R'n'B avec 2 batteurs, on les surnomme Fernest and the Thunders. Clifton Chenier le convainc de se remettre à l'accordéon dans les années 1970 et commence à enregistrer et à tourner surtout en Europe.

## Discographie
- Zydeco Stomp (JSP)
- Zydeco blues party (Mardi Gras)
- Two trains running (Blues Unlimited).
- Live+well (Ornament, 1980)